# エディ・エドワーズ (プロレスラー)
エディ・エドワーズ（Eddie Edwards、1983年12月30日 - ）は、アメリカ合衆国の男性プロレスラー。マサチューセッツ州ボストン出身。
ダイ・ハード（Die Hard）のニックネームで知られる。

## 来歴
2002年に米国でプロデビュー。プロレスリングZERO-ONEに海外選手として参戦を経て、2005年5月にノアの練習生となる。9月にノアマットで再デビューした。その後、故郷である米国に活動拠点を置くためにノアとの所属契約をフリー参戦契約に変更。2006年4月にノアに再び参戦。同年11月には、ノアでの初勝利をあげた。
2006年12月22日にはアメリカのROHに登場。
2007年にはテッド・デビアス・ジュニアとのタッグで、ノアのグローバル・ハードコア・クラウン無差別級選手権に挑戦した。
2008年6月21日に行われたノアのイギリス大会に参戦し、ブライアン・ダニエルソンと組み、GHCジュニアヘビー級タッグ王者のKENTA&石森太二組に挑戦、敗北。さらに7月の日テレG+杯争奪ジュニアヘビー級タッグ・リーグ戦では、リッキー・マルビンと組んで出場するが、優勝戦線に絡めずに終わる。11月28日に新潟市体育館大会でGHCジュニアヘビー級王者のKENTAに挑戦し敗北した。
2009年4月、デイビー・リチャーズとのタッグチーム、アメリカン・ウルブズを結成してROHタッグ王者となる。7月にノアで行われた日テレG+杯争奪ジュニアヘビー級タッグ・リーグ戦では、前年同様のマルビンとのタッグで出場し、Bブロックを2位通過したが、決勝トーナメントで青木篤志&飯伏幸太組に敗れ、決勝戦進出ならずベスト4止まりとなった。
2010年6月、ROHで新設されたROH世界TV王座の初代王者となる。同年10月、ノアの第4回日テレG+杯争奪ジュニアヘビー級タッグ・リーグ戦に新しいパートナーロデリック・ストロングとタッグを組んで出場。決勝戦ではKENTA&青木篤志組に敗れる。
2011年1月、鈴木鼓太郎の保持するGHCジュニアヘビー級王座に挑戦するも敗北。
2012年4月、ノアのグローバル・タッグ・リーグ戦2012にコルト"BOOM BOOM"カバナと組んで、ROH代表コンビとして出場。
2014年1月、デイビー・リチャーズと共にTNAと契約して入団。ザ・ウルブス（The Wolves）のタッグ名で活動を開始。

TNAと提携を結んでいるWRESTLE-1へデイビー・リチャーズと共に参戦を果たす。
2017年3月、プロレスリング・ノアに再び参戦。8月26日に後楽園ホールで行われたGHCヘビー級選手権試合では三沢光晴のタイガードライバー、小橋健太の逆水平チョップ、田上明のダイナミックボム、秋山準のブルーサンダー、鉄柵越えのダイブ、エプロンでのデンジャラスなスープレックスなど、古のノアを髣髴させる試合運びをし、最終的に4の字式エメラルド・フロウジョンで勝利。記録は25分41秒に片エビ固め。29代王者となる。生きていればおそらく外国人初のGHCヘビー級王者になっていたであろう先輩であるバイソン・スミスの分まで戦い、その上で収めた勝利であった。試合後、挑戦表明してきた丸藤正道にお辞儀と握手で敬意を表しながら受諾した。

## 得意技

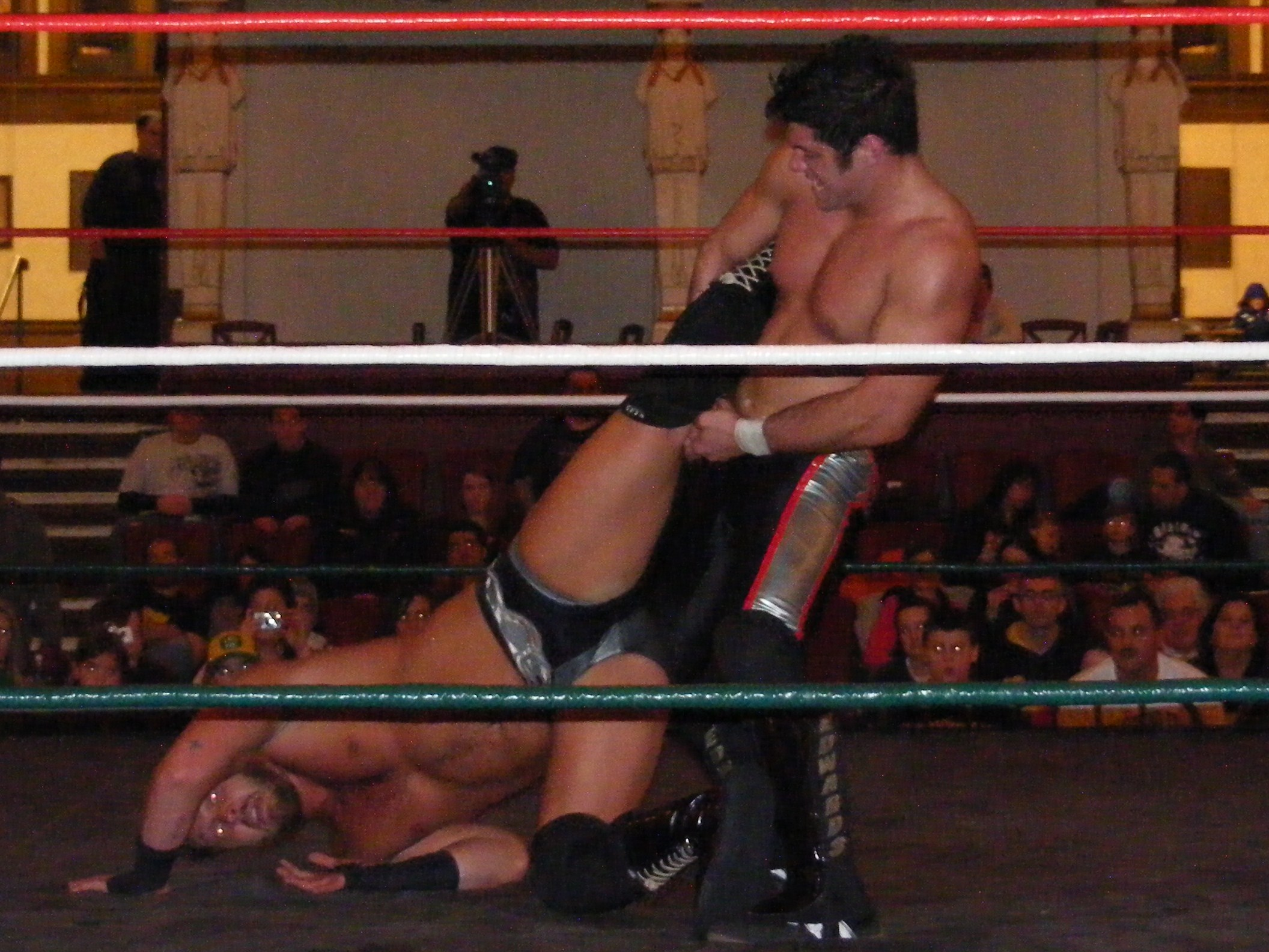
アキレスロック

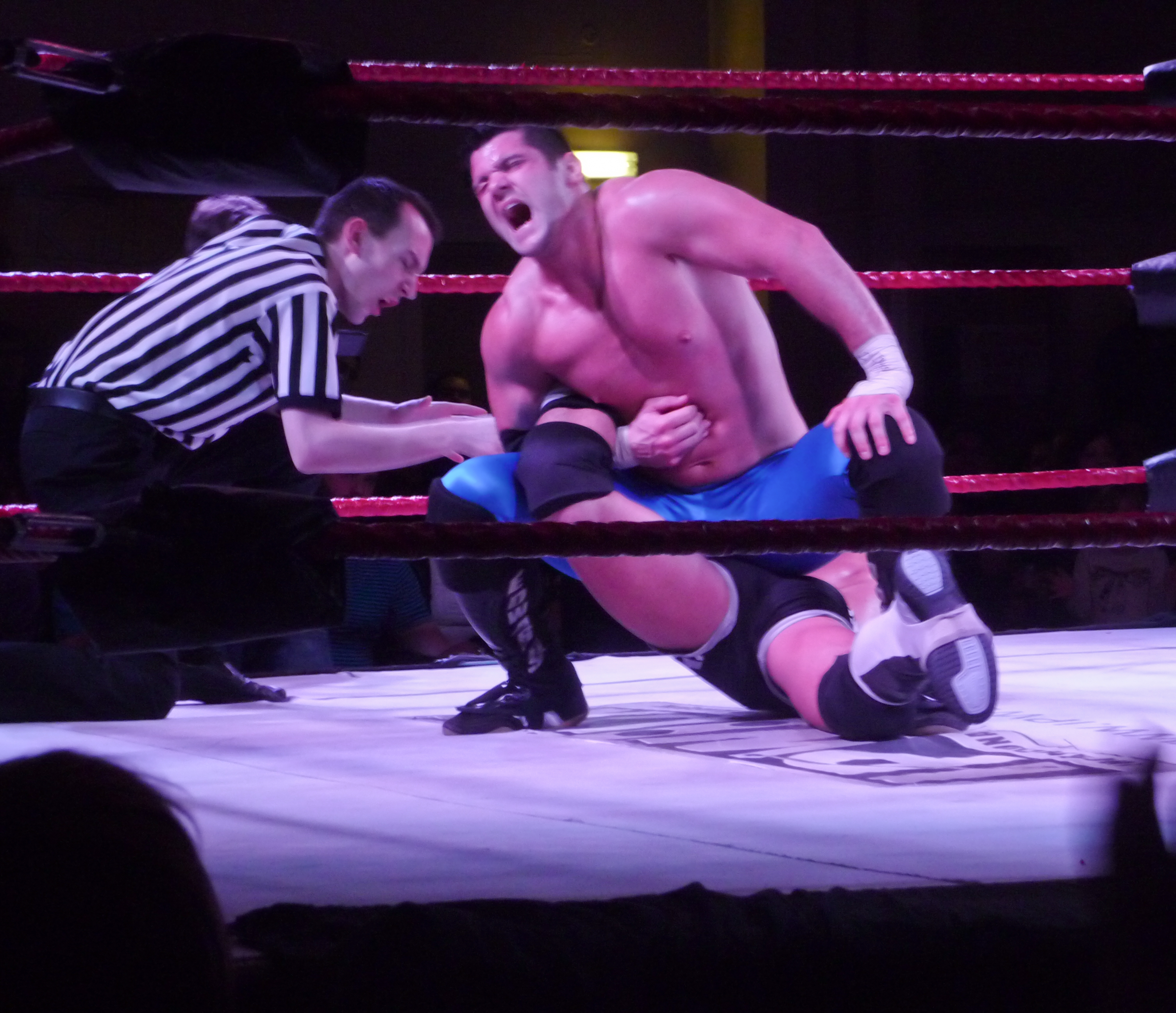
シングル・ボストンクラブ

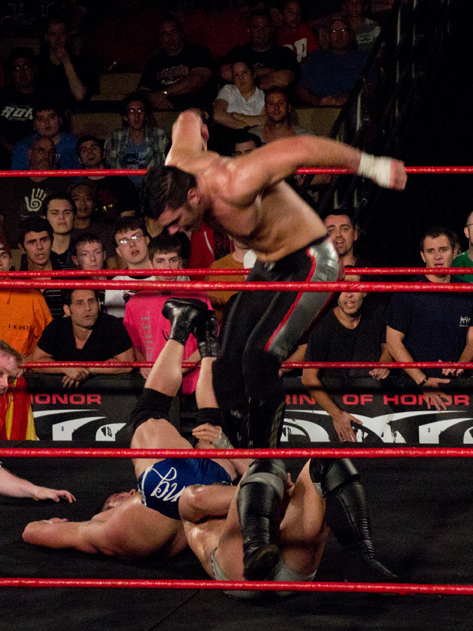
ダイビングフット・スタンプ

### フィニッシュ・ホールド
ダイ・ハード
相手の足を4の字にクロスさせてのフィッシャーマン・バスター。
技名をワカラナイ・バスター、フィギュア・フォー・ブレーンバスターと使っていた時期がある。
ダイ・ハード・フロウジョン
ダイ・ハードとエメラルド・フロウジョンの複合技。この技で外国人初のGHCヘビー級王座を獲得した。
ボストン・ニー・パーティー
ランニング・ニー・バット。
自身が相手に向い助走して相手の顔面や胸板にニー・バットを叩き込む技。
カウンターで相手の顔面に叩き込むタイプと相手の延髄に叩き込むバリエーションも使用。
タイガー・ボムで相手をリングに叩きつけてから相手が両膝立ちの状態で相手の顔面に叩き込むバージョンを使用。
タイガー・ドライバー
リバースフルネルソンの体勢から相手を持ち上げ、一旦手を離して相手を空中で回転させ、同時に自らも開脚ジャンプし、尻餅をつくように着地して相手を背中から叩きつける。
派生技も多く、トップロープの上からの雪崩式で見舞うタイガー・ドライバー2001、エプロンから場外に叩きつけ断崖式タイガー・ドライバー等がある。
タイガー・ボム
相手を前かがみにさせた後、ダブルアームの体勢で持ち上げ、さかさまの状態で胴もしくは太腿の位置に持ち替えて相手をパワーボムの形でマットに叩きつける。

### 打撃技
エルボー
通常、ランニング式の2種類を使用。
ローリング・エルボー
エルボー・スタンプ
ナックル・パンチ
クローズライン
バックハンド・チョップ
逆水平チョップで主に打撃の応酬時に使用。切れ味鋭く、衝撃音もすさまじい。マシンガンチョップも使用。
チョップ・スマッシュ
マシンガン・チョップ
コーナーにもたれかかった相手に対して高速でチョップ(水平チョップ)を連続で相手の胸元に叩き込む技。
ドロップキック
スーパーキック
延髄斬り
ダブル・フット・スタンプ
ダイビング・ダブル・フット・スタンプ
シャイニング・ウィザード
相手が座っている状態でスライディングで撃ち抜くバージョンも使用する。

### 投げ技
スープレックス
スーパープレックス
パワーボム
ブルー・サンダー
相手の背後に回り込んで背中の方から相手の脇に頭を潜り込ませ、相手の体を肩の高さまで持ち上げて180度水平旋回させて自身の両足へ叩きつける。
チン・チェッカー
コーナーに乗せた相手をおんぶするようにした状態から、相手の顎を自らの頭頂部に固定、さらに足と首を掴んで逃げられないようにしてから尻餅をついてダメージを与える。
バックパック・スタナーとも呼ぶ。
DDT
通常、エプロンサイドで放つバージョン等を使用。
フランケンシュタイナー
通常、カウンター、雪崩式などを使用。

### 関節技
アキレスロック
ボストンクラブ
シングル・ボストンクラブ
フィギュア・フォー・レッグロック

### 飛び技
ライオンサルト
トペ・スイシーダ

### フォール技
スクールボーイ
バックスライド
スモール・パッケージホールド
ジャックナイフホールド

## タイトル歴
インパクト・レスリング
- インパクト世界王座 : 2回

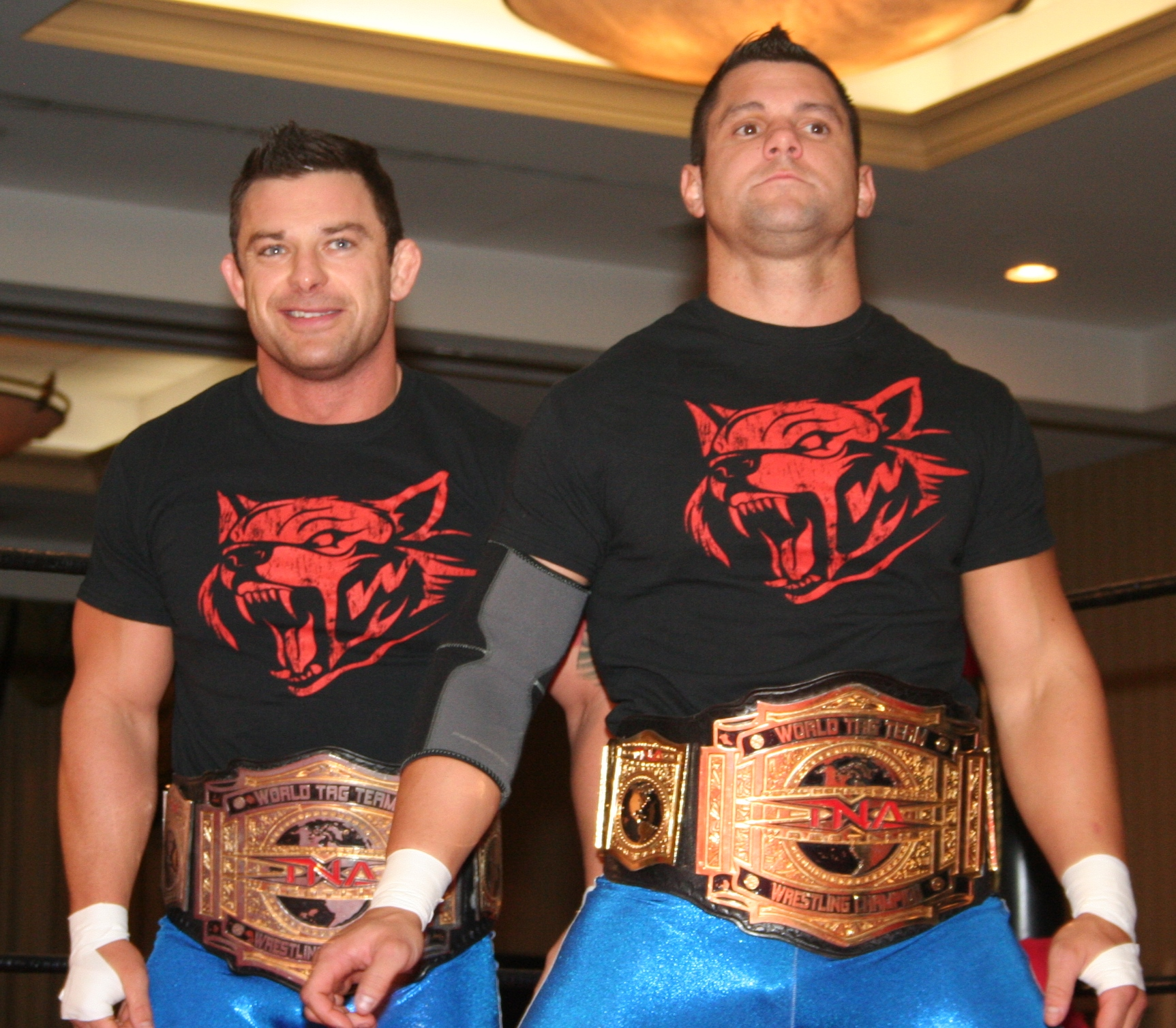
インパクト世界タッグ王座.

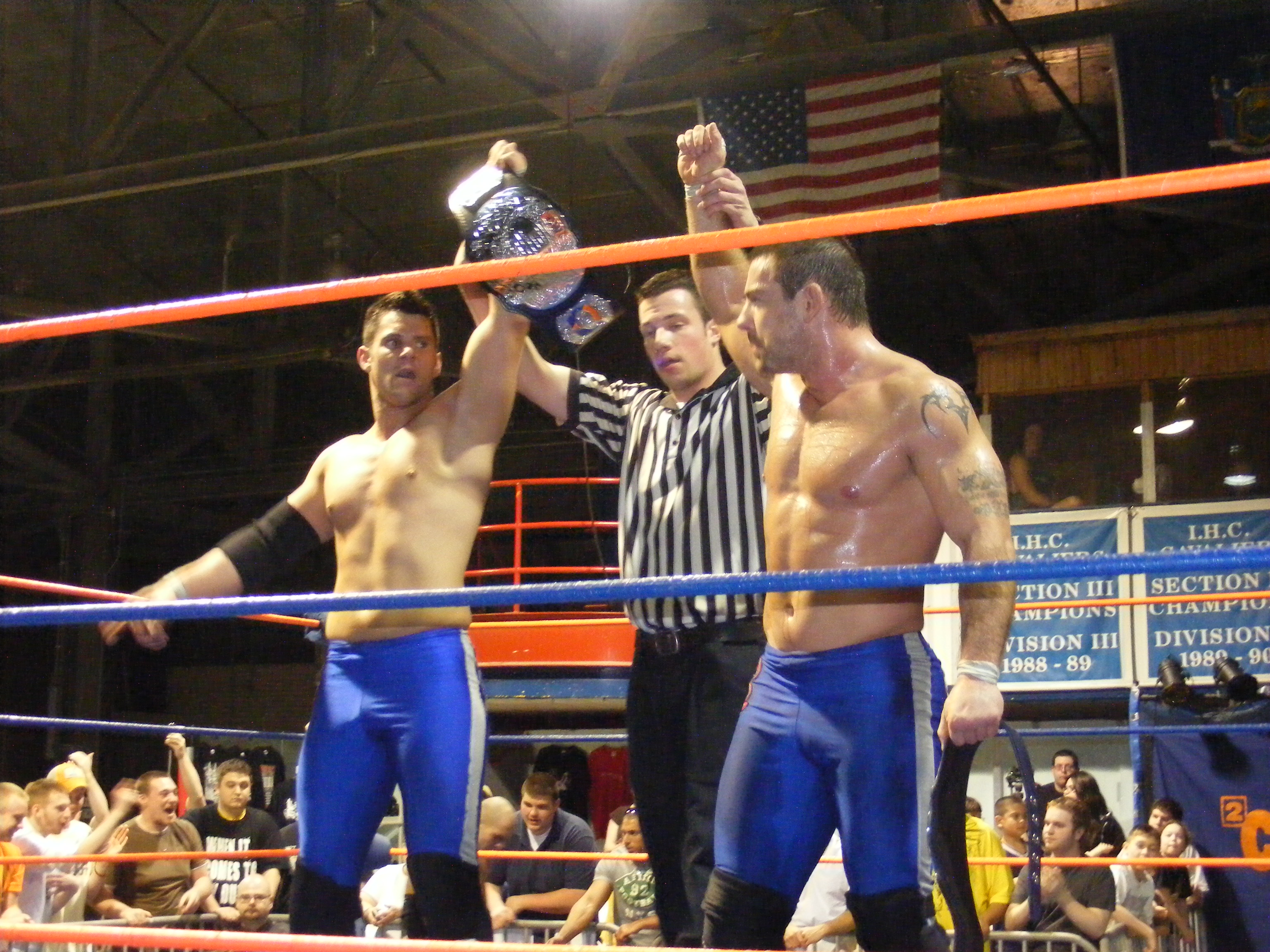
2CWタッグ王座

- インパクト世界タッグ王座 : 1回 w / デイビー・リチャーズ
- インパクトX-ディヴィジョン王座 : 2回
- インパクト・レスリンググランドスラム

ROH
- ROH世界王座 - 第15代
- ROH世界タッグ王座 : 2回

w / デイビー・リチャーズ
- ROH世界TV王座 - 初代
- ROHグランドスラム

プロレスリング・ノア
- GHCヘビー級王座 - 第29代
- 日テレG+杯争奪ジュニアヘビー級タッグ・リーグ戦 - 第4回（2010年）大会 : 殊勲賞

w / ロデリック・ストロング